# Conquesta aragonesa de Sardenya
La Conquesta de Sardenya fou una campanya militar per part de la Corona d'Aragó encapçalada per Jaume el Just entre 1323 i 1329. L'illa de Sardenya, sotmesa a la influència mercantil de pisans i genovesos, estava dividida en quatre senyories (anomenades giudicati), de les quals tres estaven gairebé sota control dels pisans i la quarta, la dels Arborea, hi tenia una aliança estreta. Les dificultats de les finances reials després de les guerres per Sicília (fins a 1295), els conflictes amb la Corona de Castella per les terres de Múrcia i Alacant (1296-1304) i el fracàs d'una temptativa de conquesta d'Almeria (1309) expliquen el retard de Jaume el Just a l'hora de materialitzar la conquesta de Sardenya, de la qual havia obtingut la infeudació del papa (Roma, 1297).
La possessió de l'enclavament sard podia interessar als catalans per raons econòmiques i estratègiques car posseïa nombroses riqueses naturals (salines, mines de plata i corall); la producció agrícola (cereals) i ramadera (carn, cuirs, formatges) eren abundants; la situació geogràfica de l'enclavament permetia controlar millor la navegació a la Mediterrània occidental, cosa que permetia guanyar posicions en les rutes marítimes cap al llevant mediterrani, on es feia el comerç més lucratiu; i de passada, la conquesta de Sardenya tenia altres avantatges, com guanyar mercats i enclavaments als competidors pisans i genovesos; suprimir una base del corsarisme; obtenir recursos complementaris per a l'erari reial i proporcionar terres i honors a la noblesa.
En les Corts de Girona (1321), Jaume el Just aconseguí que Sanç I de Mallorca oferís vint galeres, dos-cents cavalls, i un bon nombre de peons per empendre la Conquesta de Sardenya i després, va viatjar als regnes d'Aragó i de València, d'on també va rebre ajuda.

## Operacions militars
Hug II d'Arborea, que reclamava un terç del Jutjat de Càller, que els pisans no estaven disposats a cedir, i va passar a l'acció, vencent als pisans en la batalla de San Gavino, que es van replegar a Esglésies i Càller, i va demanar ajut a la Corona d'Aragó per consolidar la posició.
Les flotes de València i Catalunya es concentren a Port Fangós. Guerau de Rocabertí i Desfar i el seu nebot Dalmau VII de Rocabertí s'avançaren al gros dels expedicionaris amb 200 cavallers i 2000 infants per ajudar Hug II d'Arborea, prenent Quart i assetjant el castell de Càller.
L'1 de juny de 1323, les tres flotes, comandades per l'infant Alfons amb un total de 60 galeres, 14 naus i altres naus petites salpen cap Sardenya, i cinc dies després es concentren a Maó per evitar el mal temps, i on s'hi uneix l'expedició de la Corona de Mallorca capitanejades per Huguet de Totzó. El 12 de juny arriben a Sardenya, i el 14, atraquen en el Golf de Palma di Sulci, al sud de l'illa, on un grup de nobles i senyors sards li presten jurament de fidelitat a l'infant Alfons.
Assetjat el castell de Càller per Dalmau VII de Rocabertí, la flota de Francesc Carròs i de Cruïlles, amb tropes de Ramon de Peralta i Bernat I de Cabrera va costejar l'illa, prenent algunes posicions, mentre el gruix de les forces aragoneses es van dirigir a Esglésies, amb un castell i mines de plata importants per als pisans, que estava sent assetjada per Hug II d'Arborea. El setge d'Esglésies va començar l'1 de juliol de 1323. Després de dos fracassats assalts el 6 i el 20 de juliol, els assetjants eren incapaços de vèncer les muralles, de manera que van tallar les vies de subministrament per vèncer per inanició i obligar els defensors a rendir-se per desgast, mentre els ballesters defensors van causar grans pèrdues entre els atacants.
Retornat Huguet de Totzó a casa per malaltia, fou enviat en el seu lloc, amb reforços i queviures, Guillem Alomar, que fou interceptat pels pisans i van capturar diversos vaixells i cremar-ne d'altres, i van haver de rebre el socors de Ramon de Sentmenat des de Goceano. La calor, la humitat, i la malària aviat van delmar ambdues parts, de manera que les víctimes van ser prop de 12.000, i finalment la ciutat es rendí el 7 de febrer de 1324. La guarnició es rendí amb honors i marxà a la defensa de Càller.
Una flota pisana comandada per Manfredi della Gherardesca amb 32 naus, que pretenia aixecar el setge de Càller, tot i trobar l'estol enemic, no s'hi va enfrontar perquè la flota comandada per l'almirall Francesc Carròs i de Cruïlles era més nombrosa i els aragonesos, sabedors que la flota s'acostava, havien agrupat la cavalleria a prop de la costa per rebutjar el desembarcament. El 29 de febrer l'infant Alfons per terra i l'almirall Francesc Carròs i de Cruïlles per mar, derroten als pisans a la batalla de Lucocisterna, tot i que Manfredi della Gherardesca i 500 homes aconseguiren arribar al castell, mentre la resta dels pisans es dispersava, i la flota era capturada pels assetjants.
El 19 de juny, es signa la capitulació, segons la qual Pisa cedeix a Jaume el Just tots els drets sobre Sardenya tret de Càller. El domini de l'illa fou precari, permanentment amenaçat pels genovesos, que van anar prenent el relleu dels pisans en la lluita i que van obtenir el suport d'una part dels sards.
El 1325 els Doria es revoltaren a Sàsser recolzats per la República de Gènova, i Pisa fou forçada a reiniciar la guerra pels atacs de la flota de reforç del vicealmirall Bernat Sespujades, i de Francesc Carròs des de Bonaria a les naus que enviava a seva ciutat, i el novembre de 1325 una armada de pisans i genovesos de 24 galeres fou preparada a Savona al comandament de Gaspar Doria. El 29 de desembre, la flota de Carròs derrotà a la batalla naval de Càller la flota de Doria, que va poder escapar nedant, sent capturades cinc galeres genoveses i tres pisanes. Amb la derrota a la batalla naval de Càller, l'aixafament de la revolta dels Doria a Sàsser, on s'havia establert la República de Sàsser, i la derrota dels pisans a la batalla de Stampace, els pisans van haver de cedir la darrera ciutat que conservaven en 1326.

## Conseqüències
Les resistències i l'interès estratègic de Sardenya en van forçar una completa ocupació militar, mentre els barons i els cavallers participants en la conquesta rebien compensacions territorials, i una minoria de nobles catalanoaragonesos ocupava els principals càrrecs de govern.
L'espiral de resistència i repressió es complicà tant que, per a l'economia catalana, les pèrdues segurament van ser superiors als guanys. L'aferrissada resistència sarda al domini català explica, per acabar, que s'adoptessin mesures repressives extremes com ara la reducció a l'esclavitud de no pocs rebels, i fins i tot de poblacions senceres.
Els genovesos no acceptaren la pau i en 1330 esclatà la guerra entre la Corona d'Aragó i Gènova, en la qual Guillem de Cervelló i de Banyeres comandà una armada que va atacar en 1331 Mònaco i Menton, i va assetjar Savona i la pròpia Gènova, per retirar-se després a Sardenya.